# Mackinac Island (Míchigan)
Mackinac Island es una ciudad ubicada en el condado de Mackinac, en el estado estadounidense de Míchigan. En el Censo de 2010 tenía una población de 492 habitantes y una densidad poblacional de 43,65 personas por km².En el Censo de 2020 la población había ascendido a 583 habitantes y la densidad era de 51,70 personas por km². 
Fundada como un importante centro de comercio de pieles en el siglo XVIII, con una población predominantemente francófona de canadienses franceses y métis, después de la Guerra anglo-estadounidense de 1812 la ciudad ganó más residentes angloamericanos. Estados Unidos impuso restricciones a los canadienses para el comercio de pieles. Desde 1818 hasta 1882, la ciudad fue la sede del antiguo condado de Michilimackinac, que más tarde se organizó como condado de Mackinac, con capital en St. Ignace. La ciudad incluye toda la isla Mackinac y también la cercana Round Island, que está despoblada, es de propiedad federal y forma parte del Bosque Nacional Hiawatha. El parque estatal y el bosque nacional constituyen la mayor parte de la ciudad.
Una ordenanza local específica prohíbe el uso de los vehículos de motor en la isla. Los medios más comunes de transporte son a pie, bicicleta o caballo. Entre las contadas excepciones se encuentran los vehículos de emergencia, las sillas de ruedas eléctricas para las personas con discapacidad, las motos de nieve en invierno y los carros de golf para uso exclusivo en las canchas.
En Mackinac Island se encuentra el famoso Grand Hotel, construido a finales del s. XIX, cuando la ciudad empezaba a ser un importante destino vacacional. Cuando en 1980 se rodó en el municipio Somewhere in Time, las autoridades hicieron una excepción, al permitir a la productora utilizar vehículos motorizados durante el rodaje.

## Geografía
La isla se encuentra ubicada en las coordenadas 45°51′22″N 84°37′17″O / 45.85611, -84.62139. Según la Oficina del Censo de los Estados Unidos, tiene una superficie total de 48.8 km², de los que 11.27 km² corresponden a tierra firme y (76.9%) 37.53 km² a agua.

## Demografía
Según el censo de 2010, había 492 personas residiendo en la isla. La densidad de población era de 10,08 hab./km². De los 492 habitantes,  73.78% eran blancos, el 1.22% afroamericanos, el 18.09% amerindios, el 0.61% asiáticos, el 0.2% isleños del Pacífico, el 0.2% de otras razas y el 5.89% pertenecían a dos o más razas. Del total de la población el 2.24% eran hispanos o latinos de cualquier raza.